# つかもと (製菓会社)
株式会社つかもとは、茨城県龍ケ崎市に本社を置く菓子メーカーである。甘納豆の製造で知られ、2013年時点では売り上げは業界のトップ10に入るとされる。

## 概要
創業者は塚本誠之助（つかもと せいのすけ）。2016年現在の社長である塚本裕は三代目に当たる。甘納豆の製法は創業以来｢直火炊き」を採用しているほか、豆類に限らず野菜を原料としたレシピを50種類以上持つ。

## 沿革
- 1935年（昭和10年）9月 - 創業[2]。
- 1953年（昭和28年）9月 - 「有限会社塚本甘納豆店」設立。
- 2006年（平成18年）9月 - 「株式会社つかもと」と社名変更。
- 2008年（平成20年）3月 - 新工場稼働[2]。
- 2012年（平成24年） - ISO2200認証を取得[1]。

## 主な商品
- 甘納豆
- 芋なっとう
- imoshoku
- プレミアム甘納豆「彩」シリーズ